# テレン
テレン（Telen、1218年 - 1281年）は、ジョチ・ウルスに仕えたナイマン人。『元史』などの漢文史料では鉄連(tiĕlián)と記される。

## 概要
テレンはナイマン部の出身で、祖父のベク・ブカ（伯不花）はジョチ家のバトゥに王傅として仕えた人物であった。チンギス・カンによる金朝遠征の際、ジョチは平陽路（現在の山西省南部一帯）を投下領として与えられており、ベク・ブカの一族はその縁から絳州に居を構えていた。テレンもまた若くしてバトゥの宿営（ケシク）に仕え、バトゥはテレンを隰州ダルガチとし、1260年代初頭には更に平陽馬歩站ダルガチに転任した。
1260年代後半、中央アジアではオゴデイ家のカイドゥの勢力拡大が顕著となっており、大元ウルスの朝廷ではカイドゥを討伐すべし、という意見が上がっていた。これに対し、クビライは「朕は同じ一族としての情を以て、自らの徳によりカイドゥを帰順させるつもりである。［一族の融和のため］大事を任せるに足る使者を選出せよ」と述べ、これを聞いた臣下はテレンを推薦した。
クビライに召還されたテレンは弁舌の巧みさを気に入られ、クビライより「この事業は汝にとって不可能ではないであろう。但し、必ずジョチ・ウルス現当主のモンケ・テムルを先に訪ね、事前に相談した上でカイドゥの下を訪ねよ」と命令された。命を受けたテレンは2人の副官と共に出発したが、クビライの命に逆らってまずカイドゥ・ウルスの領域を目指し、その実状を見極めてからモンケ・テムルの下を訪れようとした。これを知った副官は「私たちは陛下よりまずモンケ・テムル王と協議するよう命じられました。今になって急に敵国の領域に近づくべきではありません」とテレンの計画に反対したが、テレンは「私は陛下自らより密旨を受けている。汝らが私に従わないというのなら誅殺せねばなるまい」と述べたため、副官は恐れてテレンの行動に従った。
テレンがカイドゥ・ウルスに到着すると、カイドゥはテレンを宴会に招き隙を見てこれを謀殺しようとした。カイドゥの企みを察知したテレンは声を張り上げこれを制止し、「何も語らず、食事を続けましょう。貴方は私が口を滑らせるの待って、それを罪とするつもりなのでしょう？」と述べた。これを聞いたカイドゥはややあって「率直な人物である」と述べ、テレンの謀殺を取りやめた。酒が進みテレンが着るものを求めると、カイドゥは自ら服を脱いで与えようとしたが妃に止められ、皮服を2着テレンに与えた。カイドゥはテレンを評して「使者たる者はかくの如くあるべし」と述べ、テレンが出発する際には厚く贈り物をして往かせたという。その後、テレンがモンケ・テムルの下に辿り着くと、モンケ・テムルは祖宗の訓（ビリク）を引用し、反乱者たるカイドゥの討伐には協力を惜しまない旨をテレンに伝えた。
クビライの下に帰還したテレンは見聞したことを全て報告し、クビライには「カイドゥの兵は多く強力であり、速戦すべきでありません。カイドゥが攻めてくれば守りを堅くして防ぎ、敵が去れば追撃するのが良いでしょう。守りを堅くすれば、慮ることは何もありません」と自らの意見を述べた。クビライはこの意見を取り入れ、テレンには数え切れないほどの賞賜がなされた。また、テレンがカイドゥより与えられた皮服には金の飾り付けを施させたという。
テレンがジョチ・ウルスと大元ウルスの往来を始めてから14年経った至元17年（1280年）頃、クビライはそれまでの功績からテレンを中央政府の要職につけようと図った。しかしテレンはクビライの申し出を断って、これを聞いたクビライはテレンを要望通り絳州ダルガチの職につけた。
至元18年（1281年）、テレンは病によって64歳にして亡くなった。息子のダラタイ（答剌帯）が後を継ぎ、官信武将軍・同知大同路総管府事となった。